# Симоновское муниципальное образование
Симоновское муниципальное образование — сельское поселение в Калининском районе Саратовской области Российской Федерации.
Административный центр — село Симоновка.

## История
Статус и границы сельского поселения установлены Законом Саратовской области от 27 декабря 2004 года № 94-ЗСО «О муниципальных образованиях, входящих в состав Калининского муниципального района».

## Население
| 2010  | 2011  | 2012  | 2013  | 2014  | 2015  | 2016  |
| ----- | ----- | ----- | ----- | ----- | ----- | ----- |
| 1247  | ↘1243 | ↘1231 | ↗1238 | ↗2562 | ↘2540 | ↘2512 |
| 2017  | 2018  | 2019  | 2020  | 2021  |       |       |
| ↘2500 | ↘2415 | ↘2389 | ↘2348 | ↘2197 |       |       |

## Состав сельского поселения
| №  | Населённый пункт | Тип населённого пункта       | Население |
| -- | ---------------- | ---------------------------- | --------- |
| 1  | Алексеевка       | деревня                      | 0         |
| 2  | Варварина Гайка  | деревня                      | 35        |
| 3  | Дубравный        | посёлок                      | ↘153      |
| 4  | Кологреевка      | деревня                      | ↘156      |
| 5  | Монастырское     | село                         | ↘303      |
| 6  | Новая Ивановка   | село                         | ↘492      |
| 7  | Панцыровка       | деревня                      | ↘78       |
| 8  | Первомайское     | село                         | ↘522      |
| 9  | Салтыково        | село                         | ↘239      |
| 10 | Симоновка        | село, административный центр | ↘710      |

## Известные уроженцы
- Алексеев, Михаил Николаевич (1918—2007) — советский писатель, прозаик и журналист, военный корреспондент. Герой Социалистического Труда. Родился в селе Монастырское.
- Рахманов, Корнилий Фёдорович (1898—19??) — советский военачальник,  Краснознамёнец (1923), полковник. Родился в Безобразовке, ныне несуществующем селе.